# Prowincja Jauja
Prowincja Jauja (hiszp. Provincia de Jauja) – jedna z dziewięciu prowincji, które tworzą region Junín w Peru.

## Podział administracyjny
| - Jauja - Acolla - Apata - Ataura - Canchayllo - Curicaca - El Mantaro |  | - Huamalí - Huaripampa - Huertas - Janjaillo - Julcán - Leonor Ordóñez - Llocllapampa |  | - Marco - Masma - Masma Chicche - Molinos - Monobamba - Muqui - Muquiyauyo |  | - Paca - Paccha - Pancán - Parco - Pomacancha - Ricrán - San Lorenzo |  | - San Pedro de Chunán - Sausa - Sincos - Tunan Marca - Yauli - Yauyos |